# Квасницкий, Виталий Иванович
Виталий Иванович Квасницкий (1898—?) — советский драматург, прозаик-юморист.

## Биография
Родился в селе Слобода Игуменского уезда Минской губернии (в настоящее время — Червенский район Минской области Республики Беларусь). Окончил 12-ю Петроградскую гимназию (1917), учился на первом курсе физико-математического факультета Петроградского университета (1918).
В 1918 году уехал к отцу на станцию «Эхо» КВЖД. В мае 1919 мобилизован в армию Колчака, был рядовым в конно-егерском полку. В ноябре перебежал в отряд красных партизан. После разгрома Колчака воевал на Дальнем Востоке в партизанском отряде, затем служил в частях Народно-революционной армии (комиссар эскадрона, дивизиона, штаба бригады, председатель комиссии по борьбе с дезертирством, редактор бюллетеня политотдела дивизии). По заданию Дальбюро занимался подпольной работой в тылу Белой армии. С 1922 по 1931 — инструктор Пуокра (политуправления военного округа), сотрудник газет Восточного фронта, ПОарма-2 (политотдела армии), СибВО, БВО. В феврале 1924 года женился в Чите. В 1931 году демобилизован.
В литературе известен в первую очередь как мастер малой юмористической формы. Из под пера Квасницкого вышло множество шуток, юмористических рассказов, сценок и скетчей. Известен также опыт работы автора в качестве либреттиста: в конце 1940-х годов, вместе с Виктором Яковлевым и Львом Ошаниным, им было написано либретто одноактной оперетты на музыку Юрия Слонова «Палки в колёса». Это произведение, посвящённое спортивной жизни, было поставлено на сцене Театра эстрады, а в мае 1940 года состоялась премьера переложения для Всесоюзного радио под названием «Любовь и спорт».
Во время Великой Отечественной войны Квасницкий, вместе с другими советскими писателями, вступил в народное ополчение. Воевал в составе писательской роты 22 стрелкового полка 8-й Краснопресненской дивизии. Пропал без вести в окружении под Вязьмой в октябре 1941 года. Последнее письмо пришло от него 29 сентября.

### Семья
- Квасницкая Галина Ивановна — жена[1].

## Сочинения

### Оперетты
- Палки в колёса (либретто, совместно с Яковлевым В. и Ошаниным Л., музыка Снонов Ю.)

### Пьесы
- Баба : Пьеса в 1 действии (1939)
- Билет в Ейск : Водевиль в 1 действии (1940)
- Веселый разговор : Шутка в 1 действии
- Подкидыш : Шутка в 2 действиях
- Подруга : Водевиль в 1 действии
- Посторонний человек : Шутка в 1 действии
- Родственник из деревни : Шутка в 1 действии
- Случай с бухгалтером : Шутка в 1 действии, 2 картинах
- После боя : Пьеса в 1 действии
- В клубном тире : Монолог
- Конкурс на храбрость : Комедия в 3 действиях, 9 эпизодах
- Лешаман : Пьеса в 1 действии, 2 эпизодах
- Нейзильберная пружина : Этюд для эстрады
- Нос с горбинкой : Скетч в 1 действии,3 эпизодах
- Опечатка : Комедия в 9 сценах (стихи Виктора Типот)
- Первый приз : Пьеса в 2 действиях
- Персональная машина : Комедия в 4 действиях
- Служили два товарища : Комедия-водевиль в 3 действиях и 10 эпизодах (1936)
- Вранье : Комедия в 3 действиях, 6 картинах (совместно с Всеволжским И.)

### Рассказы
- Маневренная шрапнель. Рассказы (1928)
- Уменьшенным зарядом. Рассказы (1929)
- Гурьевская каша
- Взрывчатый медведь : Рассказ для эстрады